# Petro-Svîstunove, Vilneansk
Petro-Svîstunove (în ucraineană Петро-Свистунове) este un sat în comuna Dniprovka din raionul Vilneansk, regiunea Zaporijjea, Ucraina.

## Demografie
Componența lingvistică a localității Petro-Svîstunove
     Ucraineană (95,51%)
     Rusă (4,49%)
Conform recensământului din 2001, majoritatea populației localității Petro-Svîstunove era vorbitoare de ucraineană (95,51%), existând în minoritate și vorbitori de rusă (4,49%).